# Sigvaldi Strut-Haraldsson
Jarl Sigvaldi o Sigvaldi Strut-Haraldsson era hijo de Harald el Estirado de Escania y hermano de Thorkell el Alto. Sucedió a Palnatoke como caudillo de los jomsvikings, pero probó ser más sabio que valiente. 
Con el propósito de ganarse a Ástrid, hija del caudillo wendo Burislav, prometió liberar a los wendos del tributo que tenían que pagar a los daneses. Cumplió su promesa navegando a Selandia enviando un mensaje a Svend I de Dinamarca que él portaba noticias importantes, pero había caído enfermo y no podía venir en persona para traérselos. Como Svend era curioso, subió a bordo del barco de Sigvaldi y fue capturado por los jomsvikings. Para su liberación, el rey danés tuvo que garantizar la independencia de los jomsvikings y de los wendos, y además pagar una suma por el rescate real. 
En el funeral por la muerte de su padre, el rey Svend conjuró con Sigvaldi para atacar Noruega y deponer a Håkon Sigurdsson. Esa promesa desembocó en la batalla de Hjörungavágr en 986, en la cual Sigvaldi pudo escapar de la desgracia.  
En 1000, Sigvaldi mostró su perfil más traicionero en la Batalla de Swold, cuando atrajo a Olaf Tryggvason al corazón del conflicto y desertando durante la batalla.